# Massa atomica relativa
La massa atomica viene solitamente riportata per ragioni storiche e di comodità scegliendo come unità di misura l'unità di massa atomica unificata, e non il chilogrammo:
{\displaystyle {m_{A} \over 1{\text{uma}}}={m_{A} \over 1{,}660540210\times 10^{-27}{\text{ kg}}}}
In particolare, la massa atomica di un elemento viene calcolata come media ponderata dei pesi atomici dei suoi isotopi: è la sommatoria del prodotto tra il peso atomico di ciascun isotopo e la relativa abbondanza isotopica.
Non è da confondere con il simile numero di massa, indicato con A.

## Definizione
La massa atomica standard di un dato elemento chimico è un valore standardizzato del massa atomica dell'elemento ed è dato dal valore medio dei pesi atomici di un certo numero di "campioni normali". Per "campione normale" si intende "ogni ragionevole fonte possibile dell'elemento o dei suoi composti presenti in commercio per l'industria e la scienza che non è stata oggetto di modifiche significative della sua composizione isotopica nell'arco di un breve periodo geologico". Tale valore viene revisionato ogni due anni dalla Commissione IUPAC per i Pesi Atomici e le Abbondanza Isotopiche.
In prima approssimazione, il peso atomico è legato al numero totale di nucleoni presenti nel nucleo considerato. Il peso reale è leggermente inferiore alla somma dei pesi dei differenti componenti perché protoni e neutroni hanno massa diversa (anche se solo del 2‰) e perché parte della massa delle particelle costituenti il nucleo viene ceduta sotto forma di energia di legame nella fase di nucleosintesi, riducendo il peso totale (difetto di massa). Il peso degli elettroni modifica solo leggermente il totale, perché la massa di un elettrone è pari a 1⁄1836 quella di un protone, se considerati entrambi a riposo.
Il peso atomico non ha relazione alcuna con la nozione di peso degli oggetti ordinari, che è una misura di forza: è invece una misura del peso relativo tra atomi diversi, tale denominazione è di derivazione storica ed è tuttora utilizzata, benché scorretta.
A volte, ci si riferisce a questa grandezza con la dicitura peso atomico relativo che è scorretta e da evitare.

## Storia
Jöns Jacob Berzelius (1779-1848) calcolò il valore del peso atomico degli elementi noti al suo tempo.

## Relazioni con il concetto di mole
La definizione di unità di massa atomica era inizialmente la massa di un atomo di idrogeno. In seguito si passò per migliorare la precisione di misura, a "la dodicesima parte della massa di un atomo di carbonio-12" (12C). Secondo la definizione pre-2019 della mole quindi, siccome 12 g di C-12 corrispondevano a una mole di atomi, il valore della massa atomica relativa misurata in u.m.a. corrispondeva a quello della massa molare in g/mol:
{\displaystyle m=m_{A}}
Il valore della costante di Avogadro che definisce la mole è stato poi ridefinito come "esatto" (cioè, per definizione, non è arrotondato) nella ridefinizione delle unità di misura del Sistema Internazionale del 2019, come pari a:
{\displaystyle N_{A}=6{,}02214076\times 10^{23}\ \mathrm {mol} ^{-1}}
Da cui consegue che 12 g di C-12 non contengono più esattamente un numero di Avogadro di atomi, ma un po' di più. 
La definizione dell'unità di massa atomica non è stata invece cambiata, e continua a corrispondere alla dodicesima parte della massa di un atomo di carbonio-12. Quindi non è più valida la relazione precedente tra u.m.a. e g/mol, cioè
{\textstyle 1\ \mathrm {u} \neq {\dfrac {1\mathrm {g} }{\mathrm {mol} }}}
e quindi il valore della massa atomica in u.m.a. e quello della massa molare in g/mol non sono più perfettamente identici, ma leggermente diversi. La costante di conversione tra le due grandezze, detta costante di massa molare, ha valore raccomandato CODATA di :
{\textstyle \mathrm {M_{u}} =1{,}00000000105(31)\,\mathrm {g} \,\mathrm {mol} ^{-1}}
per cui vale la relazione:
{\displaystyle m=M_{u}\,\,m_{A}}
La misura della massa atomica relativa era conveniente nella pratica sperimentale perché un nucleone legato ha una massa circa pari a 1 unità, quindi un atomo o una molecola, con un numero di massa A ha una massa atomica relativa ma circa pari ad A. Per un elemento chimico la massa atomica relativa è in generale simile alla media ponderata dei numeri di massa degli isotopi che lo compongono. La ragione consiste nel fatto che un atomo di carbonio-12, da cui l'unità di massa atomica trae la sua definizione, contiene 6 protoni, 6 neutroni e 6 elettroni, con protoni e neutroni aventi all'incirca la stessa massa e gli elettroni aventi massa trascurabile. Questa approssimazione è comunque grossolana poiché non tiene conto della variazione della massa con l'energia di legame dei nuclei atomici (in base alla nota equazione di Einstein: E = mc²) e della differenza di massa tra il protone e il neutrone.